# Alvingham
Alvingham – wieś w Anglii, w hrabstwie Lincolnshire. Leży 38 km na północny wschód od Lincoln i 211 km na północ od Londynu.